# Margarethe Altenhofen
Margarethe Altenhofen (auch: Margareta Altenhoven/Aldenhoven / Margaretha Gerhard Aldenhofens Hausfrau) (* 1596 in Rhens; † 7. März 1646 ebenda) war das letzte Opfer der Hexenprozesse in Rhens und wurde am 7. März 1646 hingerichtet.

## Leben
Margarethe Altenhofen heiratete um 1620 Gerhard Altenhofen. Dieser war Bürgermeister, Send- und Gerichtsschöffe. Die Familie Altenhofen wird in Rhens seit 1594 erwähnt. Teilweise erfolgten die Kirchenbucheintragungen zu Beginn des 17. Jahrhunderts unter dem Namen Becker, da die Familie Altenhofen der Zunft der Gemeindebäcker angehörte.
Aus der Ehe von Margarethe Altenhofen gingen mindestens drei Kinder hervor.
- Margareth (getauft am 8. Oktober 1620, verstarb im Kindesalter)
- Elisabeth (getauft am 22. Juni 1623, verstarb im Kindesalter)
- Johann Philipp (getauft am 2. Oktober 1625).

Als Pate eines Kindes wird Heinrich Rosenbaum genannt, Ehemann der 1646 wegen angeblicher Hexerei hingerichteten Christine Rosenbaum.

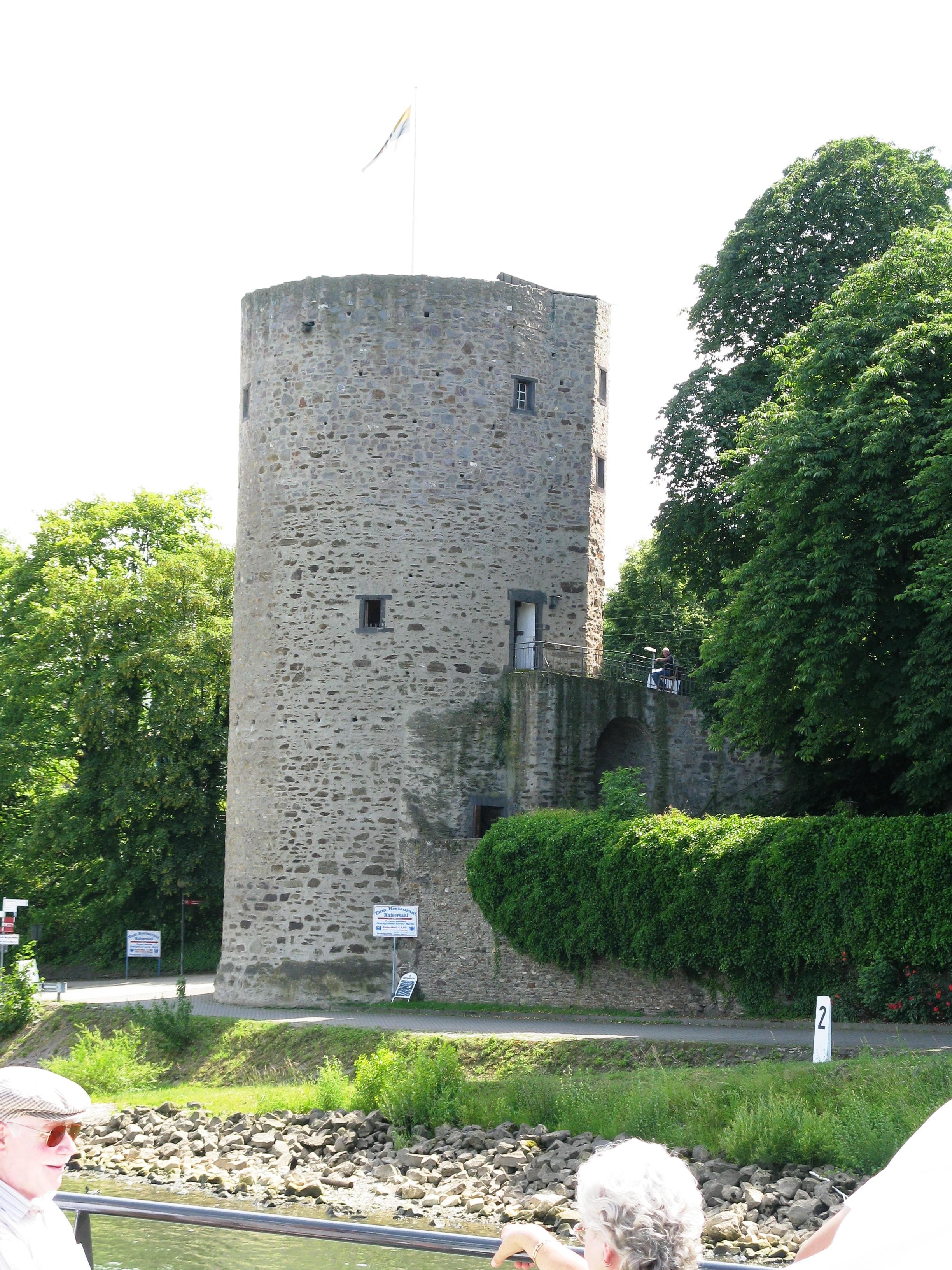
Rhens: Scharfer Turm (auch „Hexenturm“ genannt)

## Hexenprozesswelle von 1645 bis 1647
An der Hexenprozesswelle von 1645 bis 1647 war der Hexenkommissar Dr. Johannes Möden beteiligt. Die Einkerkerung und Folterung fand im „Scharfen Turm“ (Teil der Stadtmauer, direkt am Rhein, auch „Hexenturm“ genannt) statt.
Die Prozesse wurden 1929 beschrieben, die Prozessakten waren jedoch nach dem Zweiten Weltkrieg nicht mehr aufzufinden.
Elf Personen wurden angeklagt, zwei Männer und neun Frauen. Nur eine Person scheint einer Verurteilung entronnen zu sein, alle anderen wurden hingerichtet. Freigesprochen wurde im Dezember 1645 lediglich Catharina Herter, die es schaffte, der Folter zu widerstehen und kein Geständnis abzulegen. Doch ihr weiteres Schicksal verlief tragisch. Ihr Mann weigerte sich, sie wieder zu sich zu nehmen. So wurde sie in den letzten Dezembertagen im Winter 1645 aus der Stadt gewiesen und ihrem Schicksal überlassen.

## Hexenprozess von Margarethe Altenhofen
Prominentestes und letztes Opfer der Hexenprozesswelle wurde Margarethe Altenhofen, Frau des Bürgermeisters. Schon in den Hexenprozessen 1629 waren sie und ihr Mann Gerhard Altenhofen als Zeugen aufgerufen worden. In der Prozesswelle wurde sie von nicht weniger als vier der vorher als Hexen hingerichteten Frauen der Teilnahme an Hexentänzen und anderer Missetaten beschuldigt. Eine davon war Barbel (Barbara), die Ehefrau des Johann Neudt, deren erster Mann bereits 1630 zu Capellen als Hexenmeister hingerichtet worden war. Barbel Neudt wurde am 13. Februar 1646 zusammen mit Christina, Heinrich Rosenbaums Witwe, hingerichtet.
Margarethe Altenhofen unternahm am 6. Februar einen Fluchtversuch, wurde aber schon am folgenden Tag wieder eingefangen. Sie wusste, dass ihr Schicksal besiegelt war, und gab in der Verhandlung alles zu, was man von ihr verlangte. Sie bat, man möge es möglichst kurz mit ihr machen, damit ihrem Mann und ihren Kindern keine unnötigen Kosten entstünden. Am gleichen Tag mit der Bürgermeistersfrau war Kett, Johann Lützingers Hausfrau, verhaftet und in den Scharfen Turm gesperrt worden. Die Anklagepunkte gegen sie sind aus den Akten nicht ersichtlich. Beide Frauen wurden in einer Doppelhinrichtung am 7. März 1646 hingerichtet.
Die Verpflegungs-, Prozess- und Hinrichtungskosten mussten nach den geltenden Vorschriften die Verwandten der verurteilten Person tragen. Die Kosten, die Margarethe Altenhofens Ehemann zu zahlen hatte, betrugen 157 Florin 12 Albus.
Nach der Hinrichtung von Margarethe Altenhofen heiratete Gerhard Altenhofen um 1647 in zweiter Ehe Johannetta und hatte mit ihr zwei Kinder:
- Anna Catharina (getauft am 6. Juni 1650)
- Johann (getauft am 24. September 1651).

Gerhard Altenhofen wurde am 11. November 1657 nach katholischem Recht beerdigt.